# 茜新社
株式会社茜新社（あかねしんしゃ）は、東京都千代田区にある日本の出版社。主な事業は成人向け漫画とボーイズラブ系ノベルの編集・企画及び発行である。成人向け漫画雑誌のほとんどは親会社である編集プロダクションのコミックハウスが手掛けている。児童書出版社のあかね書房とは資本等の関係は一切ない。

## 概要
1976年に有限会社茜として設立。当初は青樹社を発売元として『ハンディアップのための新ゴルフルール』などの書籍を発行。1985年に有限会社茜新社へ社名変更し発売元を自社に移管。その後コミックハウス傘下となり現在に至る。

## 出版物

### 成人向け雑誌
- COMIC LO（2002年9月20日創刊。2005年12月21日発売の2006年2月号から独立創刊[注釈 1]。偶数月21日頃発売[注釈 2]）
- COMIC LO増刊（いずれも不定期刊）
  - 永遠娘（とわこ、2016年6月30日創刊）

### 成人向け雑誌（電子書籍のみ）
- COMIC LO増刊（いずれも不定期刊）
  - 永遠娘 朧絵巻（2018年7月27日創刊）
  - COMIC 群青（2023年4月1日創刊）
  - LOE（2023年9月30日創刊）

### 成年向けコミックス
- TENMA COMICS
- TENMA COMICS J
- TENMA COMICS アンソロジー
- TENMA COMICS LO
- TENMA COMICS RiN
- TENMA COMICS JC
- TENMA COMICS G4M
- TENMA COMICS EX
- TENMA COMICS 高
- アオハコミックス（AOHA COMICS）
- アカネコミックス（AKANE COMICS）
- にんじんコミックス（NINJIN COMICS）
- さくらんぼコミックス
- TC永遠草紙

### 一般向けコミックス
- FLOW COMICS

### ボーイズラブアンソロジー
- Ovis Novels
- EDGE COMIX
- EDGE COMIX アンソロジー
- OPERA
- エトワール★コミック
- ステラ★コミック

## かつて発行していた雑誌

### 成人向け雑誌
- COMIC天魔（コミックテンマ、1998年5月8日創刊、2016年4月13日発売の2016年5月号で休刊。毎月13日発売[注釈 3]）
- COMIC天魔増刊
  - コミック小天魔（1999年6月14日創刊、1999年10月9日発売のVol.3で休刊。隔月刊偶数月発売）
  - 熟女ものがたり（2002年12月15日創刊、2012年3月16日発売の2012年5月号で休刊。毎月16日頃発売）
  - ひな缶 Hi!（2003年10月16日創刊、2004年10月16日発売のVol.7で休刊。隔月刊偶数月16日頃発売）
  - Comicバニラ（2004年5月22日創刊、2004年9月22日発売のVol.3で休刊。隔月刊奇数月22日発売）
  - COMIC RIN（2004年12月16日創刊、2012年3月17日発売の2012年4月号で休刊。毎月17日頃発売[注釈 4]。『ひな缶 Hi!』と『Comicバニラ』が合併して新創刊）
  - COMIC Sigma Plus（2006年7月24日発行、2008年10月9日発行のVol.3で実質休刊。vol.1のみ『熟女ものがたり』増刊。DVD付き不定期増刊号）
  - COMICちょいS!（2006年11月9日創刊、2009年1月9日発売のVol.14で休刊。隔月刊奇数月9日頃発売。2007年11月9日発売のvol.7までアローライフ増刊）
- COMIC Sigma（コミックシグマ、2006年9月29日創刊、2016年12月6日発売のVol.95で休刊。隔月刊偶数月6日頃発売[注釈 5]）
- 人妻ものがたり（2008年10月3日発行、Vol.1のみで実質休刊）
- COMIC LO増刊
  - Girls forM（ガールズフォーム、2012年5月19日創刊。2019年12月27日発売のVol.20で休刊）
  - Juicy（ジューシー、2013年1月18日創刊。不定期刊行。2017年2月27日発売のNO.17で休刊）
  - 完熟ものがたり（2011年9月6日創刊。隔月刊奇数月6日頃発売。『熟女ものがたり』の事実上の後継誌。2017年10月28日発売のvol.36で休刊[注釈 6]）
  - COMIC アオハ（2019年2月26日創刊。『COMIC高』の後継誌。3年間限定の季刊誌（2月、5月、8月、11月）。2021冬（2021年11月29日発売）を以て休刊）
  - 好色少年（こうしょくしょうねん、2012年2月25日創刊）
- COMIC高（コミックこう、2013年12月27日創刊。2016年5月30日発売の2016年7月号から独立創刊。2018年9月29日発売の2018年11月号を最後に休刊[注釈 7]）
- COMIC高増刊（不定期刊）
  - COMIC saseco（コミックサセコ、2016年10月31日創刊。2017年11月29日発売のvol.13で休刊）

### 一般向け雑誌
- アローライフ（2005年12月21日創刊。熟女ものがたり増刊号だったが、2006年12月号から独立創刊。2008年4月号からマイウェイ出版に出版・販売元を変更）